# Haim Fabrizio Cipriani
Haim Fabrizio Cipriani (ur. w 1971 w Genui) – włoski skrzypek, rabin. Współpracuje z zespołem muzyki dawnej Il Giardino Armonico, kieruje także własnym zespołem – Il Falcone. 
Studiował w jesziwie w Paryżu oraz Collegio Rabbinico Italiano w Mediolanie. Od 2006 jest rabinem kongregacji Lev Chadasch w Mediolanie. W 2007 opublikował sidur Derech Haim, książkę z żydowskimi modlitwami. Jest jedynym włoski rabinem uznawanym przez Światową Unię dla Judaizmu Postępowego.
Swoją edukację muzyczną rozpoczął w Conservatorio Niccolò Paganini w rodzinnym mieście, które ukończył w wieku 17 lat. Współpracował z takimi zespołami jak Hespèrion XX, Les Arts Florissant, Les Musiciens du Louvre czy Europa Galante, którego był, razem z Fabio Biondim, współzałożycielem. W 1994 założył Il Quartetto Aira, był także przez 6 lat pierwszym skrzypkiem w Il Seminario Musicale di Parigi. Obecnie współpracuje z Il Giardino Armonico oraz Jerusalem Baroque Orchestra. Kieruje także własnym zespołem Il Falcone.
W 2006 koncertował na słynnych skrzypcach Niccolò Paganiniego Il Cannone Guarnerius.